# Dolichoderus angusticornis
Dolichoderus angusticornis is een mierensoort uit de onderfamilie van de Dolichoderinae. De wetenschappelijke naam van de soort is voor het eerst geldig gepubliceerd in 1930 door Clark.